# Венера с Меркурием и Купидоном
«Венера с Меркурием и Купидоном» — картина итальянского художника Корреджо, написанная маслом на холсте около 1525 года и ныне хранящаяся в Лондонской национальной галерее.

## История
Подготовительный эскиз к картине хранится в Британском музее. Может показаться, что «Венера с Меркурием и Купидоном» служила панданом к полотну Корреджо «Венера и Купидон с сатиром», хранящемуся ныне в Лувре и которая была больше. Но последняя была создана позднее. Обе работы, вероятно, были заказаны Николой Маффеи (около 1487—1536), и ранняя слава «Венеры с Меркурием и Купидоном» подтверждается копией, сделанной Джироламо Маццолой-Бедоли.
Однако первое письменное упоминание о двух картинах относится к 1627 году, когда они находились в коллекции Гонзага в Мантуе (Маффеи были тесно связаны с родом Гонзага). В 1627 или в 1628 году обе работы были приобретены у Гонзага Карлом I, королём Англии и засвидетельствованы как находившиеся во дворце Уайтхолл в 1639 году. Его коллекция также содержала копии картины и её пандана Питера Оливера, известные как Venerie Coeleste (священная любовь) и Venerie Mundano (мирская любовь) соответственно.
При продаже вещей Карла I картина была оценена в 800 фунтов стерлингов и приобретена 23 октября 1651 года Томасом Бэгли, стекольщиком при королевском дворе. Полотно было куплено в 1653 году испанским послом Алонсо де Карденасом за 1600 эскудо (400 фунтов стерлингов). Он действовал как агент Луиса Мендеса де Аро, который планировал подарить его Филиппу IV, королю Испании. Однако, когда картина прибыла в Мадрид, Веласкес оспорил её авторство Корреджо, и Луис Мендес де Аро решил оставить её себе.
Картина была унаследована сыном Луиса Гаспаром де Аро, а затем дочерью Гаспара Каталиной, женой Франсиско Альвареса де Толедо, 10-го герцога Альбы, чья семья хранила её у себя до 1802 года. В том же году герцогство Альба было унаследовано от герцогини Альбы 7-м герцогом Бервиком и Лирией — её родственники вступили в судебный процесс против него, в ходе которого Карл IV, король Испании, приказал продать картину Мануэлю де Годою. Годой был арестован шесть лет спустя, и картина была конфискована вместе с остальным его имуществом Иоахимом Мюратом, который вывез её в Неаполь. После поражения Мюрата и его казни в 1815 году его вдова Каролина бежала в Вену, забрав картину с собой. Позже в том же году она продала её будущему 3-му Маркизу Лондондерри. В 1834 году Лондондерри продал её в Лондонскую национальную галерею, где она хранится и поныне.

## Другие версии
Известны по меньшей мере четыре ранних копии картины:
- бывшая в собственности у барона Массии в Париже,
- бывшая в собственности у баронета Сесила Толлемаше в Хэм-хаусе (ныне арендовано Рейксмюсеумом[6]),
- бывшая в собственности у барона Брукенталя в Сибиу (ныне хранится в Национальном музее Брукенталя),
- бывшая в собственности у Маргариты Перуз в замке Шенонсо.

По крайней мере две версии (из Сибиу и Шенонсо) всё ещё выставляются как подлинные работы Корреджо.